# Eelco
Eelco is een Nederlandstalige jongensnaam, en de Friese variant op Ale.

## Bekende naamdragers met Eelco als voornaam
- Eelco Gelling (1946), een Nederlands bluesgitarist
- Eelco Sintnicolaas (1987), een Nederlandse atleet (meerkamp)
- Eelco Veldhuijzen (1984), een Nederlandse atleet (400 meterloper)
- Eelco Jansen (1969), een voormalig Nederlands honkballer (werper)
- Eelco Nicolaas van Kleffens (1894-1983), een Nederlandse minister van Buitenlandse Zaken
- Eelco Bosch van Rosenthal (1976), een Nederlandse televisiejournalist
- Eelco Martinus ten Harmsen van der Beek (1897-1953), een Nederlandse illustrator
- Eelco Smits (1977), een Nederlands acteur
- Eelco Horsten (1989), een voormalig Nederlands voetballer
- Eelco Blok (1957), een Nederlands bedrijfskundige, bestuurder en topfunctionaris
- Eelco Uri (1973), een voormalig Nederlands waterpolospeler
- Eelco Bouma (1964), een Nederlandse golfspeler
- Eelco Napjus (1728-1803),  majoor en executeur van de stad Sneek en geschiedschrijver
- Eelco Weevers (1980), een voormalig Nederlands handballer

## Fictieve naamdragers met Eelco als voornaam
- Eelco Abeel (Harry Potter)